# ブルガス州
ブルガス州（ブルガスしゅう、ブルガリア語: Област Бургас, ラテン文字転写: Oblast Burgas、トルコ語: Burgaz ili）はブルガリア南東部、黒海岸に位置する州。北にヴァルナ州およびシュメン州、西にスリヴェン州およびヤンボル州、南はトルコと国境を接し、東は黒海に面する。ブルガリアの全28州のうち最大の面積を持ち、また4番目に人口が多い。州都はブルガス。

## 基礎自治体
- アイトス（Айтос、Aytos）
- ブルガス（Бургас、Burgas）

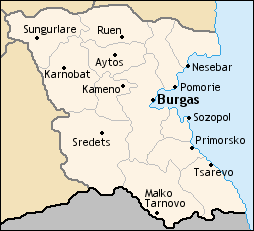
ブルガス州の基礎自治体

- スレデツ (ブルガス州)（Средец、Sredets）
- カメノ（Камено、Kameno）
- カルノバト（Карнобат、Karnobat）
- マルコ・タルノヴォ（Малко Търново、Malko Tarnovo）
- ツァレヴォ（Царево、Tsarevo）
- ネセバル（Несебър、Nesebar）
- ポモリエ（Поморие、Pomorie）
- ルエン（Руен、Ruen）
- ソゾポル（Созопол、Sozopol）
- スングルラレ（Сунгурларе、Sungurlare）
- プリモルスコ（Приморско、Primorsko）

## 産業
州都のブルガスは重要な港となっており、ブルガリアの輸出入全体の7割以上がブルガスを経由している。鉱物資源に富み、また肥沃な土地であり、鉱工業や農業が発達している。また、観光は重要な産業であり、内陸部の美しい山々と自然、そして黒海岸はビーチ・リゾート地となっている。この地方はかつてより重要な交易の拠点であり、アジア、中近東とヨーロッパを結ぶ接点、またロシアやウクライナ、グルジアなど黒海沿岸諸国との接点となっている。

## 観光
- ブルガス - 州都。聖キリル・メトディイ教会（Катедрална Църква Сб. сб. Кирил и Методий）など。
- ソゾポル（Созопол、Sozopol） - 古代トラキア人、古代ギリシャ人による古代都市遺跡。
- ネセバル - ネセバルの古代都市は世界遺産に登録されている。海に大きく突き出した独特の地形とサニー・ビーチなどのリゾートも有名。
- ポモリエ（Поморие、Pomorie） - 古代ギリシャ人の植民都市の遺跡。

## ギャラリー

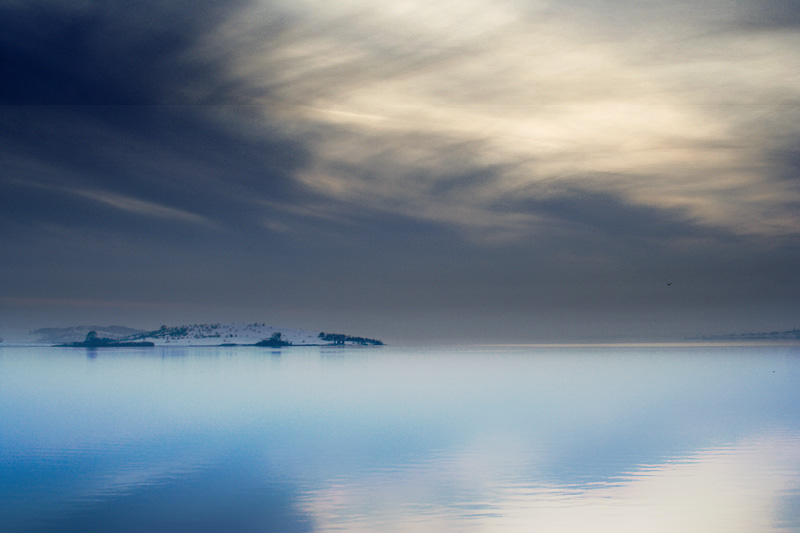
ブルガス近郊のマンドラ湖
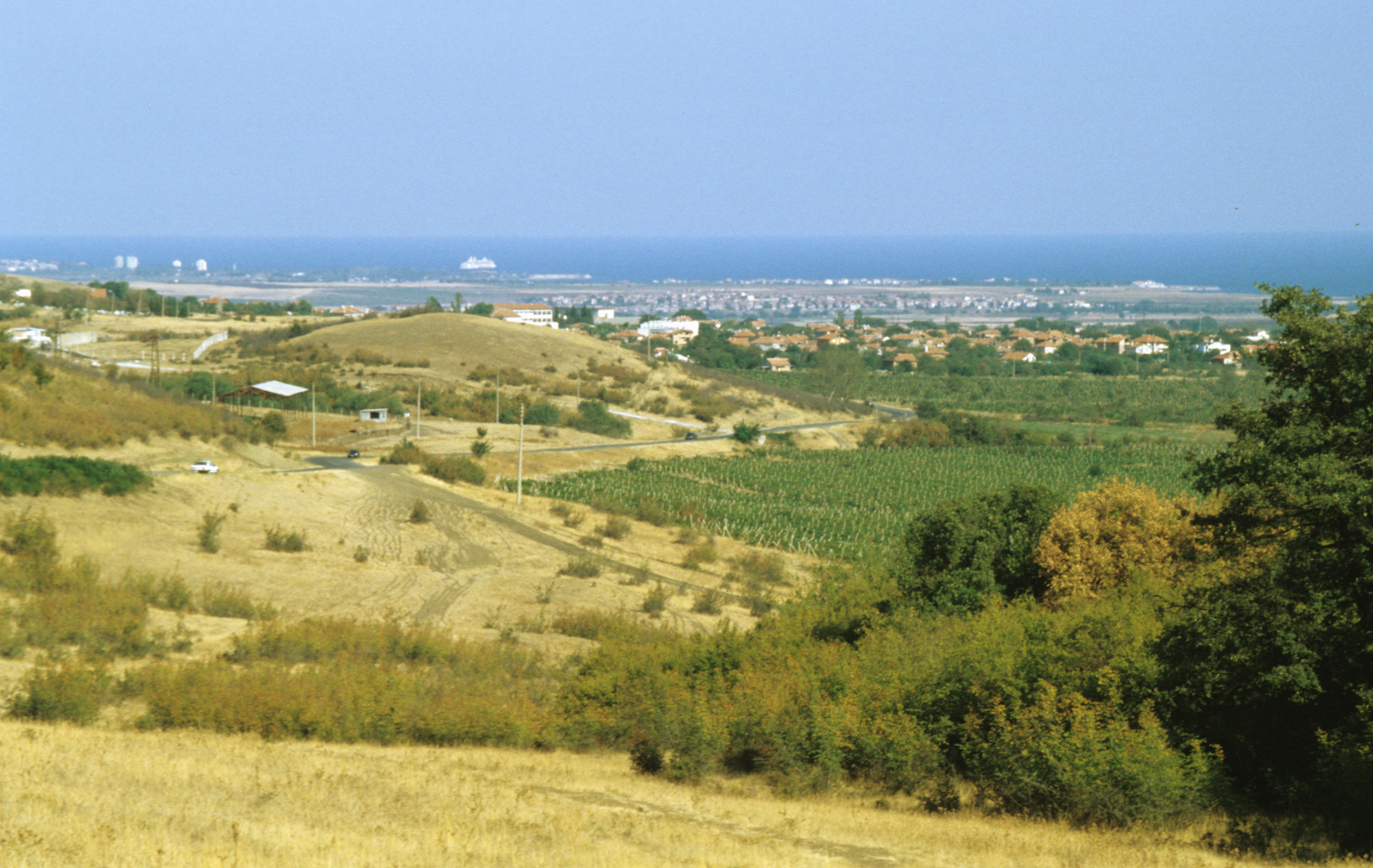
州の景色
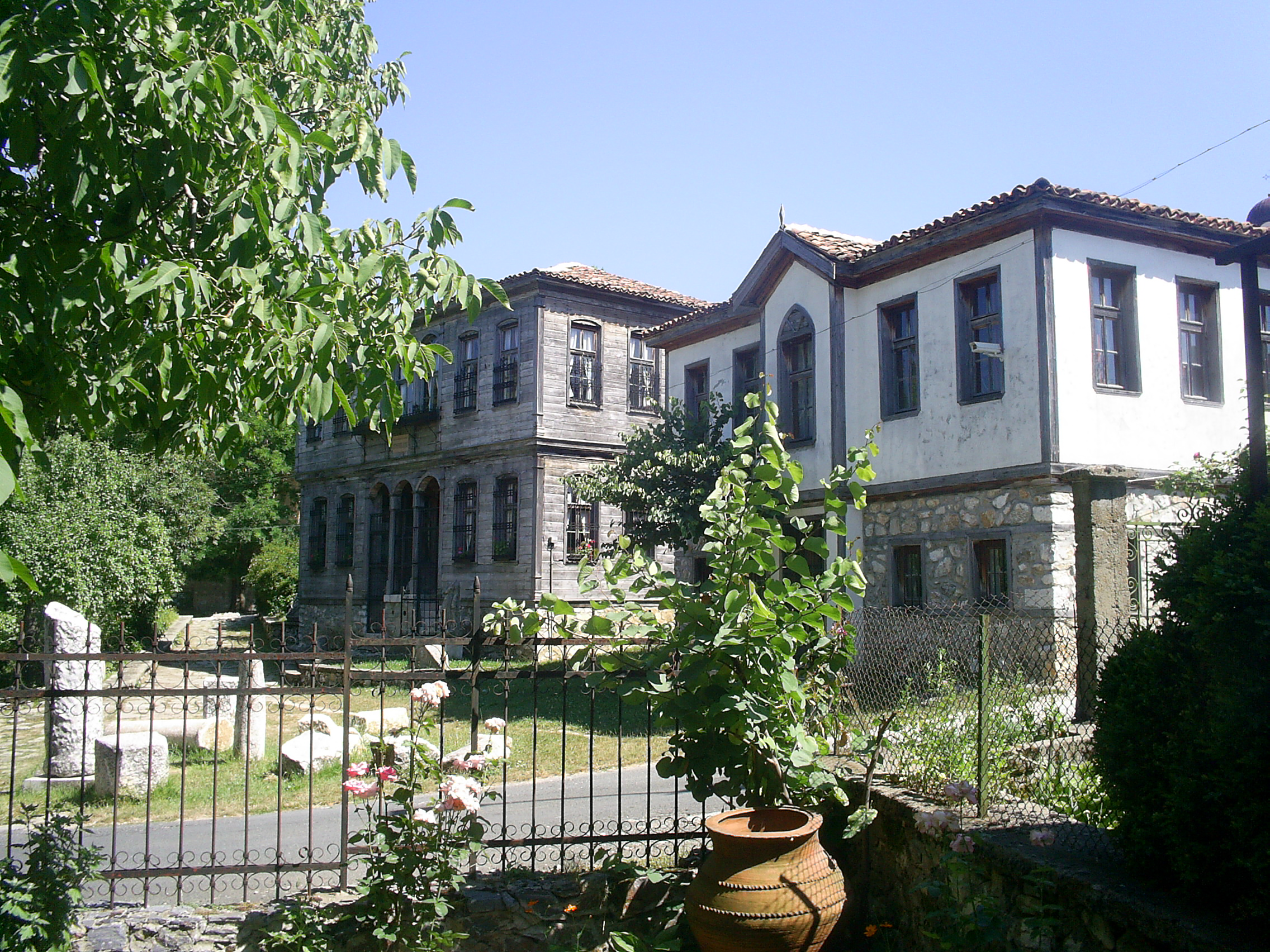
マルコ・タルノヴォの古い屋敷
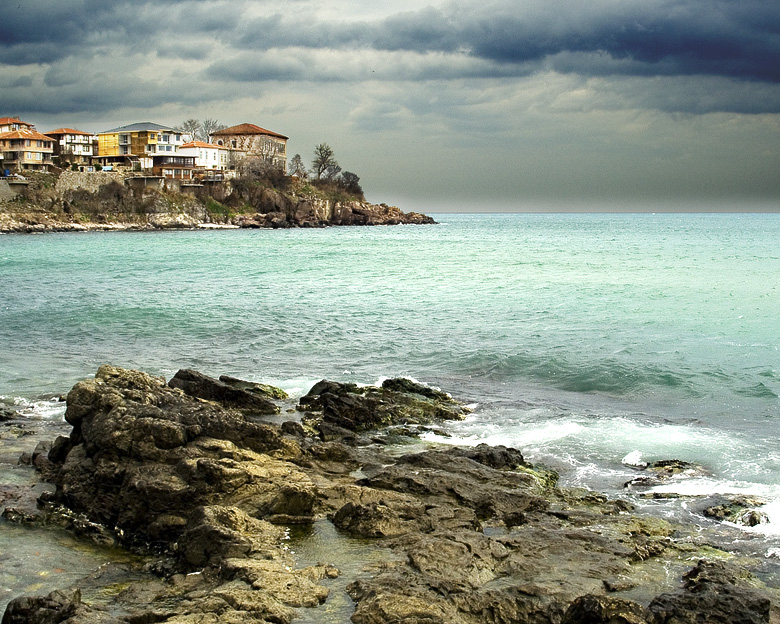
ソゾポルの景色
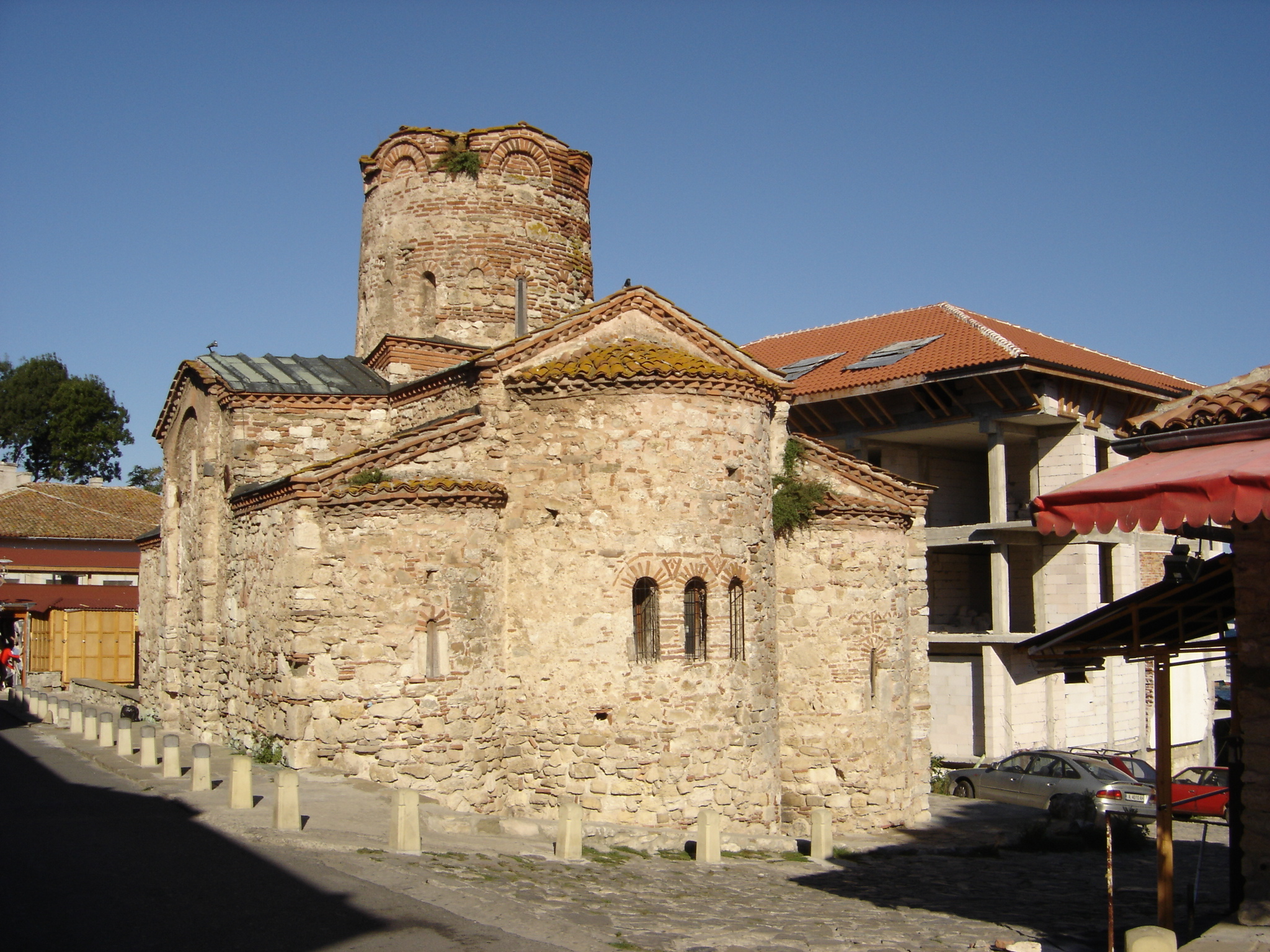
ネセバルの、11世紀に立てられた聖洗礼者ヨハネ教会